# Werner Herzog: Filmemacher
Pour plus de détails, voir Fiche technique et Distribution.
Werner Herzog: Filmemacher est un court métrage documentaire autobiographique allemand réalisé par Werner Herzog et sorti en 1986. 

## Synopsis
Herzog raconte des histoires sur sa vie et sa carrière. 
Le film contient des extraits et des commentaires sur plusieurs de ses films, dont Signes de vie, Cœur de verre, Fata Morgana, Aguirre, la colère de Dieu, Die große Ekstase des Bildschnitzers Steiner, Fitzcarraldo et le documentaire Burden of Dreams de Les Blank.   
Le film est remarquable pour la conversation qu'Herzog a tenue avec Lotte Eisner, une historienne du cinéma que Herzog admirait. Dans une autre séquence, il s'entretient avec l'alpiniste Reinhold Messner, dans laquelle ils discutent d'un projet de film dans l'Himalaya pour mettre en vedette Klaus Kinski, son acteur fétiche. 

## Fiche technique
- Titre original : Werner Herzog - Filmemacher
- Réalisation : Werner Herzog
- Scénario : Werner Herzog
- Photographie : Jörg Schmidt-Reitwein
- Montage : Maximiliane Mainka
- Musique : Popol Vuh
- Pays d'origine : Allemagne de l'Ouest
- Langue originale : allemand, anglais
- Format : couleur
- Genre : court métrage
- Durée : 28 minutes
- Dates de sortie : Allemagne de l'Ouest : 1986

## Distribution
- Werner Herzog : lui-même
- Reinhold Messner : lui-même
- Lotte Eisner : elle-même
- Paul Hittscher : lui-même (images d'archives)
- Mick Jagger : (images d'archives)
- Klaus Kinski : lui-même (images d'archives)
- Thomas Mauch : lui-même (images d'archives)
- Beat Presser : lui-même (images d'archives)
- Jason Robards : (images d'archives)
- Walter Saxer (de) : lui-même (images d'archives)
- Franz Josef Strauß : lui-même (à l'Oktoberfest)